# Gilbert Vandekerkhove

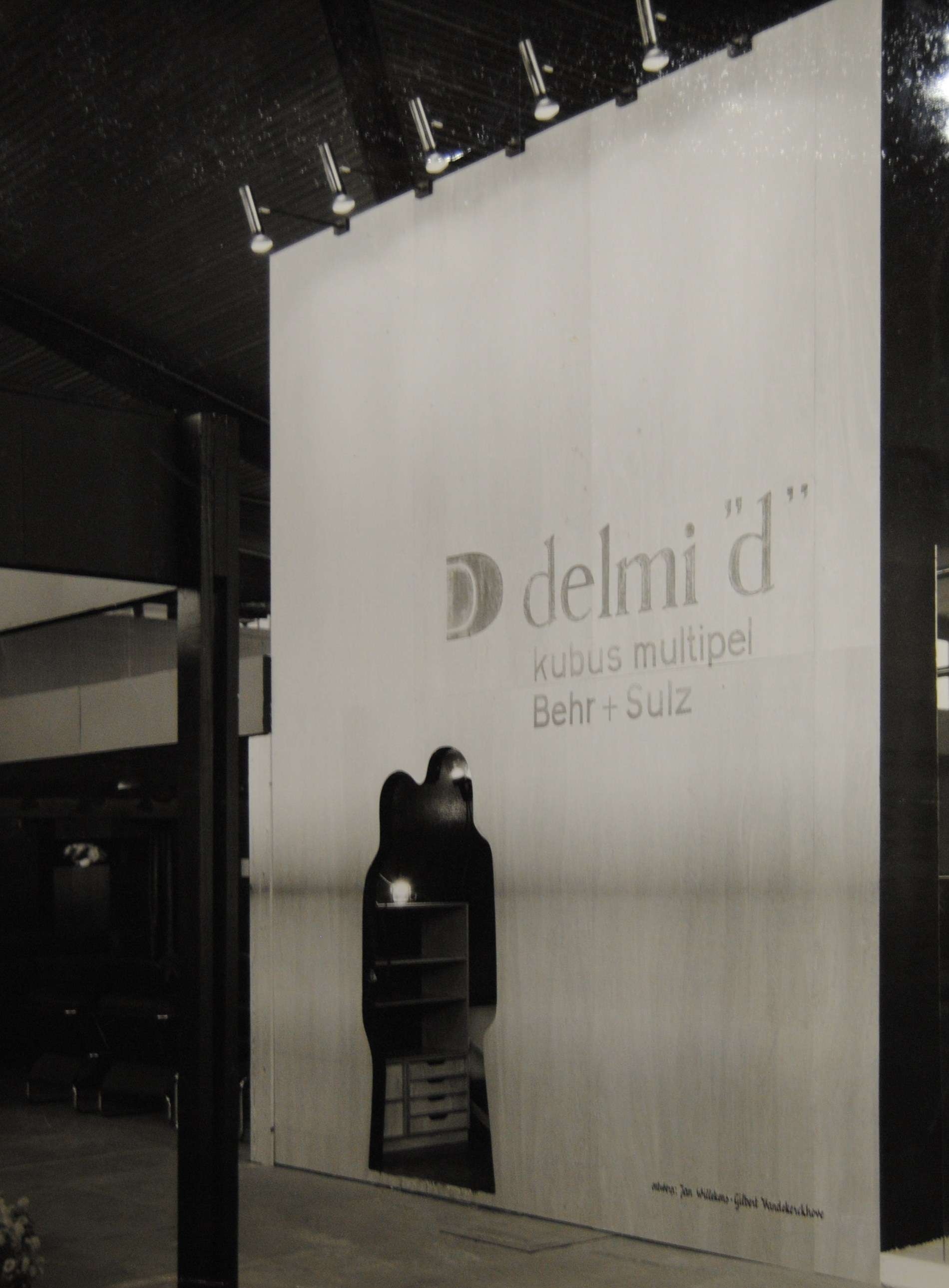
Interieur van Vandekerkhove Gilbert

 Gilbert Vandekerkhove (Ingelmunster, 15 november 1945) is een Belgisch architect en ontwerper.
Hij is de broer van beeldhouwer Jozef Vandekerkhove en KASK-docent Henk Vandekerkhove.

## Biografie
Hij groeide op te Ingelmunster in een meubelmakersfamilie met vijf kinderen maar ging vanaf zijn 16 jaar op internaat naar Gent en volgde humaniora aan het Sint-Lucas alwaar hij ook zijn opleiding tot architect afmaakte.

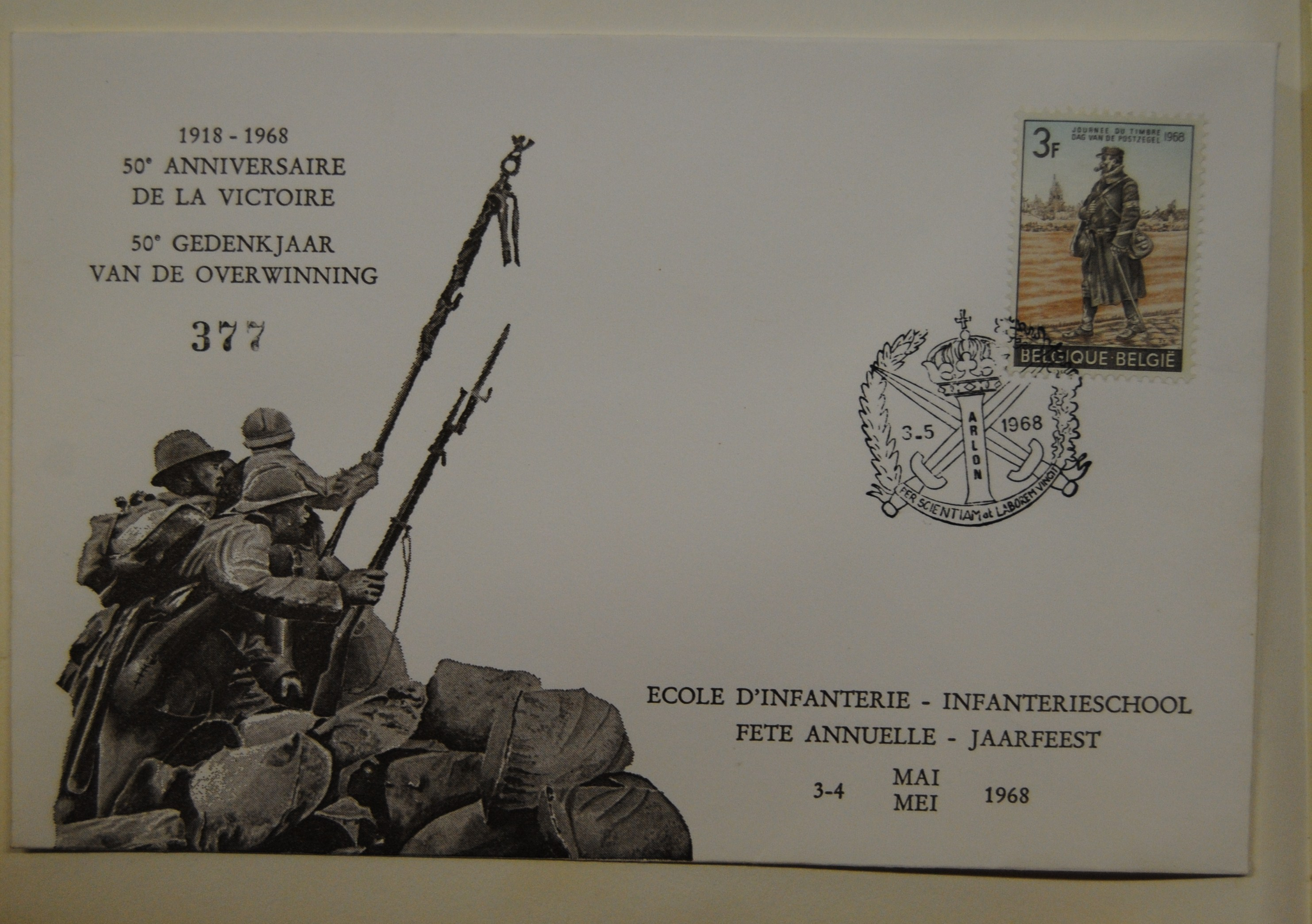
Herdenkingsdrukwerk Belgisch Leger ontwerp van Vandekerkhove G

In 1966 werd hij na zijn studies opgeroepen om zijn legerdienst te volbrengen. Hij had weinig interesse in het behalen van de graad van onderofficier maar daar ontdekte men zijn tekentalent.
Hierdoor werd hij gekozen als de Vlaming die het herdenkingsdrukwerk voor 50 jaar Eerste Wereldoorlog van de landmacht mocht ontwerpen.
Hij specialiseerde zich vooral in binnenhuisarchitectuur en begon te werken in Delmi decor (Delmi "D") te Kortrijk.
Voor deze firma ontwierp hij verschillende opdrachten waaronder het texiel warenhuis "Contex" te Kortrijk en een stand op de biënnale Interieur '72 waar hij samen met Jan Willekens de persprijs en de publieksprijs won.
Vanaf 1982 werd hij leerkracht kunstgeschiedenis aan het VTI te Izegem waar hij na enige jaren werkmeester (technisch adviseur) werd.
Hij was ook actief voor 800 jaar Izegem en maakte een levensgroot skelet van een dinosaurus. Eveneens ontwierp en maakte hij voor meerdere parochies in de buurt een demonteerbare kerststal.
Het houten graf van de zoon van de eigenaars van 't Casteelken te Rumbeke is gemaakt naar het ontwerp van het houten graf van zijn eigen vader.
Door zijn interesse en kennis van het meubel verdiepte hij zich in meubelgeschiedenis en bijhorende architectuur. Hierdoor werd hij in de jaren 90 erkend als expert voor het gerechtelijk arrondissement Izegem.
Daarnaast was hij een actief als bestuurder in de Vlaamse gilde voor houtdraaiers en voorzitter in de Vlaamse gilde van marqueteurs van 1998 tot 2001 en ondervoorzitter vanaf 2001 tot 2004.
Daarnaast werd hij ook gevraagd voor lezingenover architectuur en meubbelkunst en te gidsen in Rijsel. 

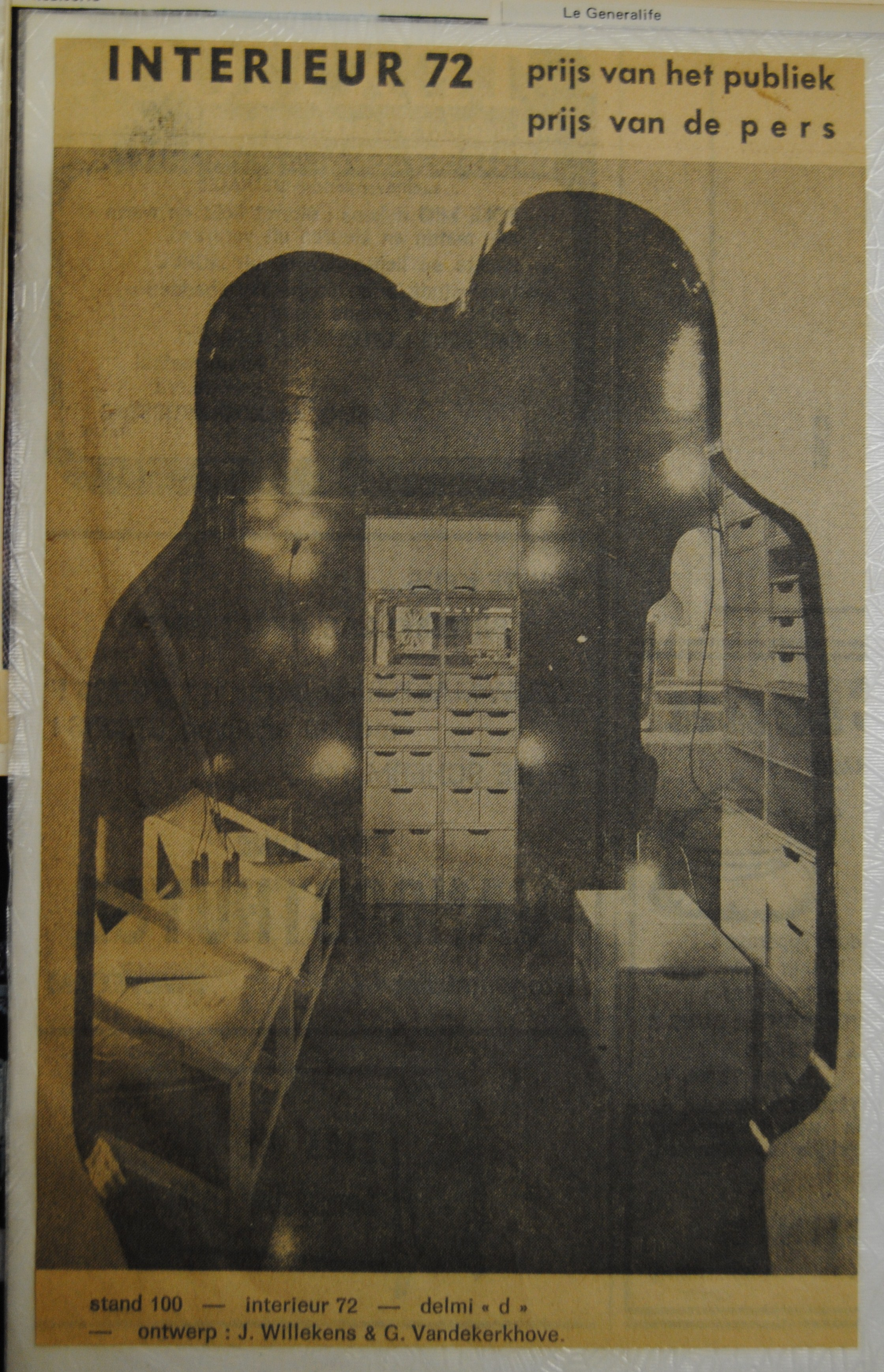
Winnaar Interieur '72

Sinds 2004 is hij op pensioen en gidst hij jaarlijkse cultuurreizen.
Hij is getrouwd in 1974 en heeft 2 zonen en 1 dochter.

## Erkentelijkheden

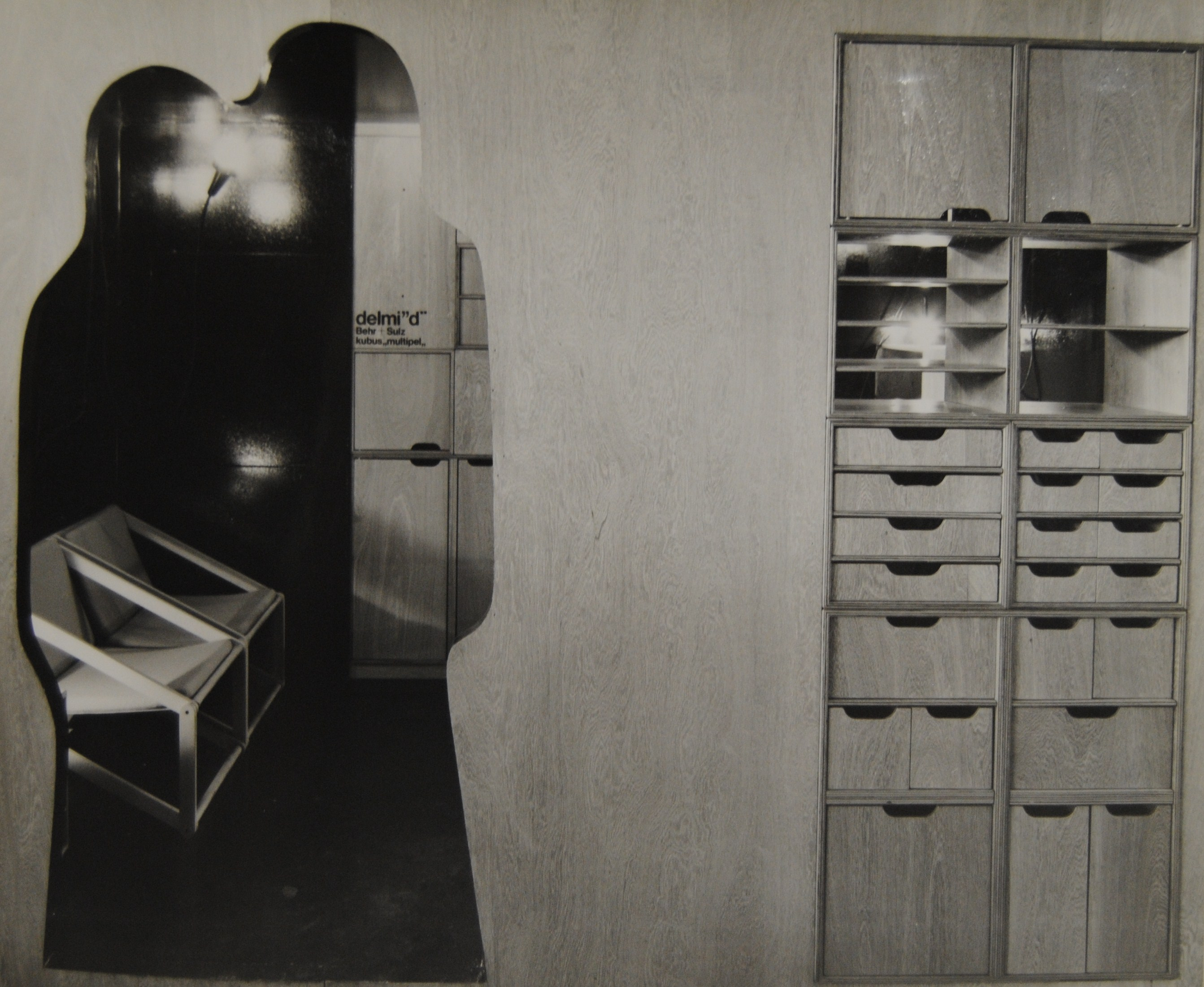
zicht in stand 100 van Interieur 72

- Persprijs Interieur 72
- Publieksprijs Interieur 72